# Échéphron

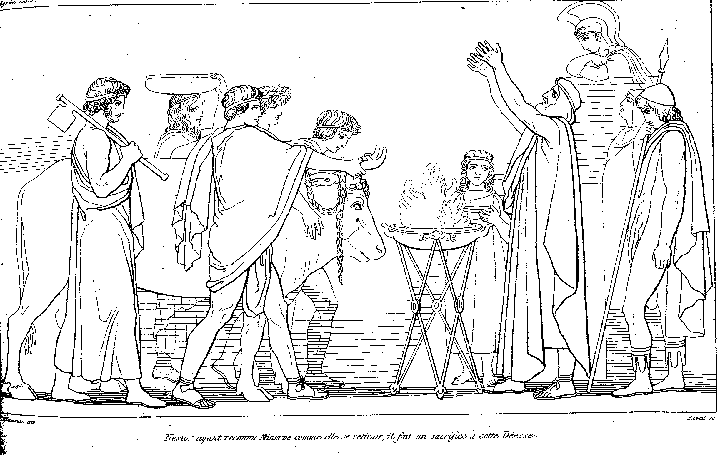
Nestor offre un sacrifice à Athéna.Dessin de John Flaxman (1810).

Selon la mythologie grecque, dans l'Odyssée, Échéphron est un des fils de Nestor, roi de Pylos, et, selon les auteurs, d'Anaxibie ou d'Eurydice, fille aînée de Clymène.
Dans l'épopée, Échéphron n'apparaît qu'au chant III quand Nestor fait l'offrande d'une vache aux cornes plaquées d'or à Athéna.